# Dacia Maraini
Dacia Maraini (ur. 13 listopada 1936 w Fiesole) – włoska pisarka.
Była córką księżniczki sycylijskiej Topazii Alliaty di Salaparuty i florenckiego etnologa Fosco Marainiego. W 1938 w ucieczce przed faszystami jej rodzina przeniosła się do Japonii. W latach 1943–1947 byli więzieni w tamtejszym obozie koncentracyjnym. Po wojnie wrócili do Włoch i zamieszkali w Bagheria.
Wkrótce potem jej rodzice się rozstali, a ojciec przeniósł się do Rzymu. W wieku osiemnastu lat Maraini dołączyła do niego.
Poślubiła mediolańskiego malarza Lucio Pozziego, ale po czterech latach rozstali się. Od 1962 do 1983 jej partnerem był Alberto Moravia.
W 1973 była współzałożycielką Teatro della Maddalena. Otrzymała nagrody Formentor Prize za książkę L'età del malessere (1963), za Premio Fregene za Isolinę (1985), Premio Campiello za Długie życie Marianny Ucria (1990) oraz Premio Strega za Buio.

## Dzieła

### Powieści
- La vacanza, (1962)
- L'età del malessere, (1963)
- A memoria, (1967)
- Memorie di una ladra, (1972)
- Donna in guerra, (1975)
- Lettere a Marina, (1981)
- Il treno per Helsinki, (1984)
- Isolina, (1985)
- La lunga vita di Marianna Ucrìa, (1990) (wyd. pol 1996 Długie życie Marianny Ucria)
- Bagheria, (1993)
- Voci, (1994)
- Dolce per sé, (1997) 	(wyd. pol 2003 Ten list to ja)
- La nave per Kobe, (2001)
- Colomba, (2004)
- Il gioco dell'universo – Dialoghi immaginari tra un padre e una figlia, (2007)
- Il treno dell'ultima notte, (2008)

### Nowele
- Mio marito, (1968)
- L'uomo tatuato, (1990)
- La ragazza con la treccia, (1994)
- Mulino, Orlov e il gatto che si crede pantera, (1995)
- Buio, (1999)
- Un sonno senza sogni, (2006)
- Ragazze di Palermo, (2007) – C

### Nowele dla dzieci
- Storie di cani per una bambina, (1996)
- La pecora Dolly, (2001)

### Poezja
- Crudeltà all'aria aperta, (1966)
- Donne mie, (1974)
- Mangiami pure, (1978)
- Dimenticato di dimenticare, (1984)
- Viaggiando con passo di volpe, (1991)
- Se amando troppo, (1998)*

### Eseje
- La bionda, la bruna e l'asino, (1987)
- Cercando Emma, (1993)
- Un clandestino a bordo, (1996)
- I giorni di Antigone – Quaderno di cinque anni, (2006)

### Wywiady
- E tu chi eri?, (1973)
- Storia di Piera, (1980)
- Il bambino Alberto, (1986)
- Piera e gli assassini, (2003)